# Beuvry-la-Forêt
Beuvry-la-Forêt település Franciaországban, Nord megyében. Lakosainak száma 2852 fő (2022. január 1.). Beuvry-la-Forêt Landas, Sars-et-Rosières, Tilloy-lez-Marchiennes, Bouvignies, Marchiennes és Orchies községekkel határos.
Vasútállomása Gare de Beuvry-les-Orchies.

## Népesség
A település népességének változása:
| Lakosok száma | 2746 | 2746 | 2772 | 2758 | 2761 | 2796 | 2817 | 2834 | 2852 |
|               | 2013 | 2015 | 2016 | 2017 | 2018 | 2019 | 2020 | 2021 | 2022 |